# Scott Booth
Scott Booth (Aberdeen, Escocia, 16 de diciembre de 1971) es un exfutbolista escocés, que se desempeñó como delantero y que militó en diversos clubes de Escocia, Alemania y Países Bajos.

## Clubes
| Club              | País         | Año       |
| ----------------- | ------------ | --------- |
| Aberdeen          | Escocia      | 1988-1997 |
| Borussia Dortmund | Alemania     | 1997-1998 |
| FC Utrecht        | Países Bajos | 1998      |
| Vitesse           | Países Bajos | 1999      |
| FC Twente         | Países Bajos | 1999-2003 |
| Aberdeen          | Escocia      | 2003-2004 |

## Selección nacional
Ha sido internacional con la selección de fútbol de Escocia; donde jugó 22 partidos internacionales y ha anotado 6 goles por dicho seleccionado. Incluso participó con su selección en una Copa del Mundo. La única en la que Booth participó, fue en la edición de Francia 1998, donde su selección quedó eliminado en la primera fase de dicho torneo. También participó en la selección sub-21 de su país, donde jugó 15 partidos y anotó 8 goles.